# Ezequiel Fernández
Ignacio Ezequiel Agustín „Equi” Fernández Carballo (ur. 25 lipca 2002 w Buenos Aires) – argentyński piłkarz występujący na pozycji defensywnego lub środkowego pomocnika, od 2024 roku zawodnik saudyjskiego Al Qadsiah.